# 아우스게이르 아우스게이르손
아우스게이르 아우스게이르손(아이슬란드어: Ásgeir Ásgeirsson, 1894년 5월 13일 ~ 1972년 9월 15일)은 1952년부터 1968년까지 아이슬란드의 제2대 대통령을 지낸 정치인이자 사업가이다.

## 학창 시절과 정계 입문
1894년 코라네시아우미륌 (Kóranesi á Mýrum)에서 태어났다. 레이캬비크에 위치한 아이슬란드 대학에서 신학을 전공하였으며 1915년 졸업하였으나 성직자로 임명되기엔 아직 어리다는 평을 들었다. 2년 뒤 1917년에는 도라 소르할스도티르와 결혼했다. 그녀는 제6대 아이슬란드 주교였던 소르하들뤼르 비아르드나르손의 딸이었으며, 형제는 제5대 아이슬란드 총리 (1927~1932)를 역임한 트리그비 소르할손이었다.
1923년 29세의 나이로 아이슬란드 진보당 국회의원 후보가 되었고, 당선되어 알팅에 입성했다. 1930년 팅크베틀리르에서 열린 알팅 소집 1000주년 기념식에서는 알팅 의장으로서 발언하였으며 1931년에는 재무장관, 1932년에는 총리가 되었다. 1934년에는 진보당을 탈당하고 잠시 무소속으로 선거에 출마하였다가 아이슬란드 사회민주당에 입당해 1952년 대통령에 당선되기까지 국회의원으로 있었다. 1938년부터는 아이슬란드의 은행 중 하나인 우트벡스바웅키 (글리트니르의 전신)의 임원직에 오르기도 하였다.

## 대통령 재직
1952년 스베이든 비외르든손 초대 대통령의 사망으로 치러지게 된 조기 대선에서 아우스게이르는 대통령 후보로 출마했다. 아우스게이르의 주요 상대후보였던 비아르드니 욘손은 레이캬비크 대성당 주교로서 당시 아이슬란드 여당이던 독립당과 진보당의 지지를 받았다. 선거 결과 아우스게이르가 득표율 46.7%로 1위, 비아르드니가 44.1%로 2위, 제3후보였던 기슬리 스베인손 전 독립당 의원이 6.0%로 아우스게이르가 근소한 차로 제2대 대통령에 당선됐다.
아우스게이르는 아이슬란드 대통령으로는 처음으로 덴마크를 공식방문했다. 그밖에도 노르웨이, 캐나다, 미국 등을 방문하는 등의 외교적 활동을 펼쳤다.
아우스게이르는 1956년, 1960년, 1964년 대선에서도 상대후보 없이 잇따라 당선됐다. 네번째 대통령 임기를 시작한 직후에는 영부인이었던 도라가 레우케미아에서 사망했다. 1968년에는 5선을 단념하고 대통령직에서 물러났다. 그의 후임으로는 사위였던 귄나르 소로드센가 당선될 것이라는 예측이 지배적이었고 실제 여론조사에서도 선두를 차지하였으나, 본 선거에서는 크리스티아운 엘디아우르든 후보에게 패배하였다.

## 서훈
1955년 독일 연방 공화국 훈장 대십자특별장(Sonderstufe des Großkreuzes des Verdienstordens der Bundesrepublik Deutschland)을 수여받았다.